# L'Ennui
L'Ennui és una pel·lícula francesa dirigida per Cédric Kahn, adaptada de la novel·la homònima d'Alberto Moravia i estrenada el 1998.

## Argument
Martin, un professor de filosofia a la deriva, està posseït per una passió carnal que es converteix en una obsessió sexual per a una dona-infant; obsessió de la qual no pot escapar sense dany ni dolor. Ell, que la seva professió és entendre i explicar, es veu completament atrapat en una frenètica història d'amor. Ella ho aconsegueix tot d'ell, temps, diners i fins i tot la presència d'un altre...

## Repartiment
- Charles Berling : Martin
- Sophie Guillemin : Cécilia
- Arielle Dombasle : Sophie
- Robert Kramer : Meyers
- Alice Grey: mare Cécilia
- Maurice Antoni: Pare Cécilia
- Tom Ouedraogo: Momo
- Patrick Arrachequesne: El metge
- Mirtha Caputi Medeiros: Conserge Myers
- Pierre Chevalier: el degà de la universitat
- Oury Milshtein: Jean-Paul
- Anne-Sophie Morillon: Agnès
- Marc Chouppart: Ferdinand
- Cécile Reigher: dona Ferdinand
- Antoine Beau: Pierre
- Serge Bozon: Estudiant de Filosofia
- Nicole Pescheux: propietària del bar amb un sol ull
- M'mah Maribe: noia de bar amb un sol ull
- Zeljko Zivanovic: gorila
- Nathalie Besançon: La infermera
- Gérard Arheix: cap del cafè Momo
- Karim Grandi: Momo coffee boy
- Philippe Rebbot: Martin cafetera
- Rosalie Coly: dona de la cabina telefònica
- Estelle Perron: Veu de prostituta

## Al voltant de la pel·lícula
- La pel·lícula va ser elogiada per la crítica però rebutjada pel públic.
- Des de Roma fins a finals dels anys 1950, l'acció de la novel·la es trasllada a París en l'actualitat.[3]
- Adaptació prèvia de la novel·la de Moràvia: La noia de Damiano Damiani el 1963.

## Distincions
- Premi Louis-Delluc 1998[4]
- Nominació als Premis César per Arielle Dombasle